# Морева, Татьяна Григорьевна
Татьяна Григорьевна Морева (9 июля 1942, Чебоксары — 8 января 2019) — советский и российский театральный режиссёр.

## Биография
Татьяна родилась в городе Чебоксары в семье режиссёра Григория Морева. Её младшая сестра, Светлана Паланова (родилась в 1951) —  также заслуженный артиаст Чувшской АССР (1986) и режиссёр куеольного театра.
В 1959—1961 годах — участница театральных студий Б. С. Маркова и В. Ф. Богданова. В 1959 году поступила на заочное отделение театроведческого факультета ГИТИСа, одновременно преподавала историю театра в Доме народного творчества в Чебоксарах, с 1960 года работала актрисой вспомогательного состава в Чувашском государственном театре кукол. Окончила Ленинградский государственный институт театра, музыки и кинематографии (1966) как режиссёр театра кукол. Распределена в Чувашский государственный театр кукол режиссёром, в 1970—1989 годах — главный режиссёр. Руководитель набранного в 1979 году курса актёров театра кукол в Чувашском музыкальном училище. В дальнейшем по её инициативе ещё два набора актёров театра кукол для Чувашии были организованы в Ярославском театральном училище.
Заслуженный деятель искусств Чуваш. АССР (1977).
В 1989—1990 годах — доцент кафедры театра кукол Ярославского театрального института.
В 1990—1998 годах работала в театральных студиях.
Скончалась 8 января 2019 года.